# Anisoptera
|  | Aquest article tracta sobre el gènere. Si cerqueu l'infraodre d'insectes odonats, vegeu «Anisòpters». |

Anisoptera és un gènere de plantes de la família de les Dipterocarpaceae. El nom Anisoptera deriva del grec (anisos = "desigual" i pteron = "ala") i descriu els lòbuls del calze desiguals. Conté deu espècies distribuïdes des de Chittagong (Bangladesh) a Nova Guinea.
Vuit de les deu espècies figuren actualment a la Llista Vermella de la UICN. D'aquests, quatre espècies estan en perill crític i els altres quatre en perill d'extinció. La principal amenaça és la pèrdua d'hàbitat.